# IRON SOUL
『IRON SOUL』（アイアン・ソウル）は、SEX MACHINEGUNSの12枚目のスタジオ・アルバム。

## 概要
前作『METAL MONSTER』以来、約3年ぶりとなるオリジナル・アルバム。
現メンバーで再レコーディングした代表曲「みかんのうた」「German Power」など全10曲を収録している。
2017年にFRUITPOCHETTEとコラボし、Full Machineguns名義でリリースしたシングル「絶命のダッコちゃん」は未収録となった。

## 収録曲
（全作詞・作曲（特記以外）：SEX MACHINEGUNS / 全編曲：SEX MACHINEGUNS）
1. みかんのうた (Re-Recording 2018)
作詞・作曲：Anchang
2. BURNING FIRE
3. バイキンの逆襲
4. うなぎの王様
5. ネイチャーパワー
6. コインランドリーサンドマン
7. NOサーモン
8. CRUSH クリスマス
9. メタルベンチャーマン
作詞：Rocky
10. German Power (Re-Recording 2018)
作詞：Anchang・NOISY / 作曲：Anchang